# کشیشتف ایگناچاک

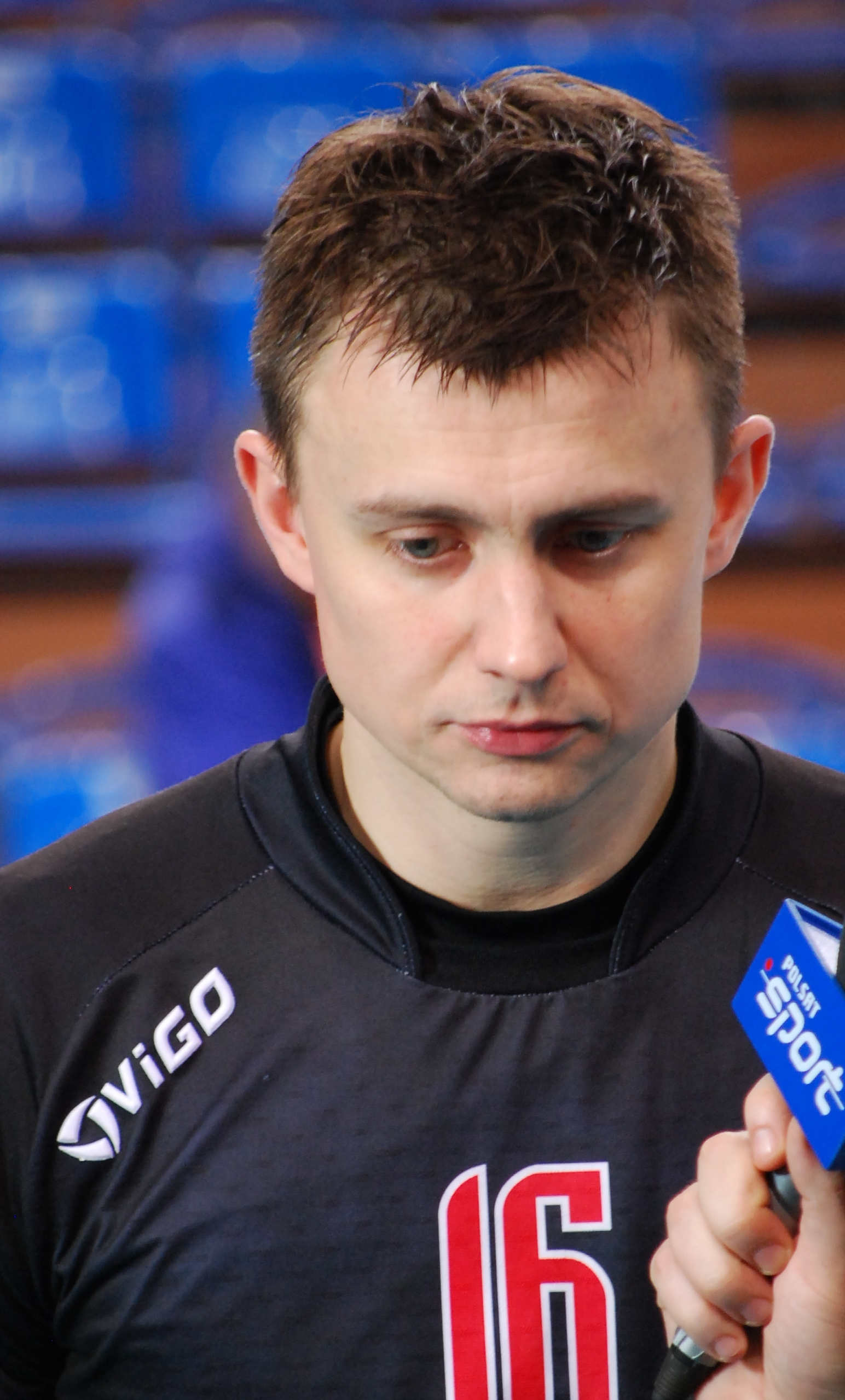
ایگناچاک ۲۰۱۲

کشیشتف ایگناچاک (لهستانی: Krzysztof Ignaczak؛  ‏ تلفظ نام‌کوچک لهستانی: [ˈkʂɨʂtɔf]؛ ‏ زادهٔ ۱۵ مه ۱۹۷۸ در واوب ژیخ) والیبالیست لهستانی، عضو تیم ملی والیبال لهستان و تیم رسویا ژشوف است. ایگناچاک به همراه تیم ملی لهستان مدال طلا قهرمانی اروپا ۲۰۰۹، مدال برنز لیگ جهانی ۲۰۱۱، مدال نقره جام جهانی ۲۰۱۱ و مدال طلا لیگ جهانی ۲۰۱۲ را به دست آورده است. او یکی از موفق‌ترین لیبروهای اخیر بوده‌است. ایگناچاک به همراه لهستان قهرمان قهرمانی جهان ۲۰۱۴ شد و یکی از بازیکن‌های تأثیرگذار لهستان در جام هجدهم بود.

## افتخارات

### جوایز فردی
- بهترین لیبرو پلوس لیگا ۲۰۰۵
- بهترین لیبرو جام حذفی لهستان ۲۰۱۰
- بهترین لیبرو لیگ جهانی ۲۰۱۱
- بهترین لیبرو لیگ جهانی ۲۰۱۲
- بهترین لیبرو المپیک لندن ۲۰۱۲
- بهترین مدافع جام حذفی لهستان ۲۰۱۲
- دریافت صلیب طلایی افتخار ۲۰۱۲